# Europejska rada zakładowa
Europejska rada zakładowa – przedstawicielstwo pracownicze ustanowione Dyrektywą Rady 94/45/WE z dnia 22 września 1994 r. w sprawie ustanowienia Europejskiej Rady Zakładowej lub trybu informowania i konsultowania pracowników w przedsiębiorstwach lub w grupach przedsiębiorstw o zasięgu wspólnotowym (Dziennik Urzędowy L 254 z 30.09.1994, str. 0064 - 0072).